# Bradford Animation Festival
{{subst:Proposed deletion|concern=This festival has not existed since 2014}}
Bradford Animation Festival (BAF) é um festival de cinema voltado a filmes de animação e realizado todo mês de Novembro no National Media Museum, em Bradford, Inglaterra. Conta com conversas, retrospectivas, workshops e eventos especiais com alguns dos maiores nomes da indústria, culminando com o BAF Awards, que celebra o melhor da nova animação de todo o mundo. Os convidados das edições anteriores incluem representantes de estúdios de renome mundial como Pixar, Aardman, Weta Workshop e Sony Interactive, e lendas da área como Ray Harryhausen, Richard Williams, Bob Godfrey, Nick Park, Joanna Quinn, Caroline Leaf, Michael Dudok de Wit e Bill Plympton. Há ainda o BAF Games, série de palestras inspiradoras e workshops dedicados a explorar as sobreposições entre os mundos de jogos de vídeo, animação e filme.

## BAF Kids
BAF Kids é a parte do festival dedicada ao público infantil. Oferece às crianças e famílias a oportunidade de acesso aos últimos filmes de animação de todo o mundo, ver o trabalho de alguns dos maiores nomes da área e também de novos nomes. Há também a oportunidade de participar de uma série de oficinas. Inclui ainda uma premiação para jovens animadores.

## 2014
A edição 2014 do Bradford Animation Festival ocorrerá entre 17 e 22 de Novembro, sendo esta a sua edição de número 21. Entre os convidados especiais deste ano estão Charles Cecil MBE, Mark Shapiro, Fee Stewart, Vivien Halas, Colin Graham, Jez Stewart, Michel Ocelot, entre outros.

## Patrocinador Principal
O Bradford College é o patrocinador principal do festival desde 2006. O evento permite que os alunos da instituição tenham acesso ao melhor dos últimos curtas e longas metragens de animação e a uma classe mundial de artistas, diretores e produtores.

### Apoiadores
O Bradford Animation Festival oferece às empresas a oportunidade de alcançar uma variedade de objetivos de negócios, incluindo alto nível de visibilidade de suas marcas, a colocação de produtos e interação com o público. Os pacotes são adaptados para atender as necessidades específicas de cada empresa.

## Ligações Externas
- Site oficial